# Канариас (тежък крайцер, 1931)
Канариас (на испански: Canarias) e тежък крайцер на Испанския флот. Главен кораб на едноименния тип крайцери. Построен е в корабостроитеницата на Ферол, спуснат на вода през 1931 г. Участва в Гражданската война в Испания. Отписан от флот апрез 1975 г.

## История на строителството
Корпусът на „Канариас“ е спуснат на вода на 28 май 1931 г. От 18 юли до 27 септември 1934 г „Канариас“ преминава ходови изпитания (при това на крайцера все още не са поставени кърмовите кули), след което е променена конфигурацията на неговата носова надстройка – над навигационния мостик е надстроен открит команден мостик. Също така, според резултатите от изпитанията, е скъсена фокмачтата.

## История на службата
По време на метежа на националистите е пленен в недостроен вид в Ел Ферол и спешно е въведен в строй.
Служи като флагмански кораб на франкиския флот и потопява 34 кораба и съдове, включа републиканския разрушител „Алмиранте Фернандис“ (в боя при нос Спартел) и съветския транспорт „Комсомол“.
В боя при нос Палос получава попадение от торпедо на разрушителя „Лепанто“, но запазва боеспособност.
В периода 1952 – 1953 г. преминава модернизация с частично преустройство.
Изключен е от състава на флота на 17 декември 1975 г., през 1977 г. е продаден за разкомплектоване за метал.

## Коментари
1. ↑  Тактико-технически данни на „Канариас“ към 1941 г.